# U 394
U 394 war ein deutsches Unterseeboot des Typs VII C, ein so genanntes „Atlantikboot“. Es wurde durch die Kriegsmarine während des U-Boot-Krieges im Zweiten Weltkrieg im Nordmeer eingesetzt.

## Technische Daten
Die Deutschen Werke in Kiel waren bereits seit 1932 – zunächst unter Geheimhaltung – mit dem Bau von U-Booten beauftragt. Unmittelbar nach Kriegsbeginn vergab die Kriegsmarine größere Bauaufträge an die Werft, die für den jährlichen Ausstoß von zwölf Booten des Typs VII C vorgesehen war. Ein VII C-Boot hatte eine Länge von 67 m und eine Verdrängung von 865 m³ unter Wasser. Der Antrieb erfolgte durch zwei Dieselmotoren, die über Wasser eine Geschwindigkeit von 17 kn  (31,6 km/h) ermöglichten. Zwei Elektromotoren trieben das Boot bei Unterwasserfahrt zu einer Geschwindigkeit von 7 kn (12,6 km/h) an. Die Bewaffnung bestand bis 1944 aus einer 8,8-cm-Kanone und einer 2-cm-Flak C/30 an Deck sowie vier Bugtorpedorohren und einem Hecktorpedorohr. Üblicherweise führte ein VII-C-Boot 14 Torpedos mit sich. Am Turm trug U 394 die olympischen Ringe, das Crewabzeichen des Einstellungsjahrgangs des Kommandanten Wolfgang Borger.

## Kommandanten
Ernst-Günther Unterhorst wurde am 5. April 1919 in Hadersleben geboren und trat 1937 in die Kriegsmarine ein. Nach einer Abkommandierung zur Luftwaffe kehrte er im Frühling 1942 zur Marine zurück und begann seine U-Boot-Ausbildung. Bis Sommer 1943 fuhr er als 1. Wachoffizier auf U 403. Im Sommer desselben Jahres absolvierte er den Kommandantenlehrgang und erhielt zunächst eine Baubelehrung für U 395, das aber wegen Beschädigung nicht in Dienst gestellt wurde. Nach einigen Tagen als Kommandant in Vertretung auf U 394 erhielt Oberleutnant zur See Unterhorst das Kommando auf U 396.
Wolfgang Borger wurde am 4. April 1913 in Mainz geboren, trat 1936 in die Kriegsmarine ein und absolvierte seine U-Boot-Ausbildung im Sommer 1940. Bis 1943 diente er als Wachoffizier auf U 94, U 34 und dem U-Boot-Begleitschiff Isar. Wolfgang Borger wurde am 1. August 1943 zum Kapitänleutnant befördert und übernahm am 19. August das Kommando auf U 394.

## Einsatz und Geschichte
Bis März 1944 gehörte das Boot zur 5. U-Flottille, einer Ausbildungsflottille, war in Kiel stationiert und unternahm Ausbildungsfahrten in der Ostsee zum Training der Besatzung. Im April wurde das Boot der 1. U-Flottille unterstellt, die in Brest an der nordfranzösischen Atlantikküste stationiert war. Am Ende dieses Monats verließ U 394 Kiel und fuhr über Arendal und Bergen zunächst nach Narvik und dann nach Hammerfest, wo das Boot am 8. Juni, im Anschluss an eine Patrouille im Nordmeer, einlief.

### Verlust des Bootes
U 394 brach am 27. Juli von Hammerfest aus zu einer weiteren Unternehmung auf. Vorgesehenes Operationsgebiet war das Seegebiet östlich der Insel Jan Mayen. Das Boot gehörte zu einer Gruppe von Nordmeer-U-Booten, die nach den Maßgaben der Rudeltaktik Jagd auf die alliierten Nordmeergeleitzüge machen sollte. Am 2. September wurde U 394 bei der Verfolgung des von Russland nach Nordamerika zurücklaufenden Geleitzugs RA 59A von einem Swordfish-Doppeldecker entdeckt und dann durch einen Kampfverband aus mehreren Kriegsschiffen versenkt.